# パブロ・デュラン
パブロ・デュラン・フェルナンデス（Pablo Durán Fernández . 2001年5月23日 - ）は、スペイン・ガリシア州ポンテベドラ県トミーニョ出身のサッカー選手。ラ・リーガ・セルタ・デ・ビーゴ所属。ポジションはDF。

## クラブ経歴
ガリシア州の地域リーグを経て、2021年7月にセグンダ・フェデラシオン (4部リーグ)のSDコンポステラと2年契約を締結。加入1年目の2021-22シーズンは32試合8ゴールを記録。クラブのシーズン最優秀選手に選出された。
2022年8月8日、セルタ・デ・ビーゴとの契約を発表。加入後傘下のセルタ・デ・ビーゴBに配属。10月にトップチームに昇格。28日のラ・リーガのUDアルメリア戦で、後半41分に途中交代で起用され、プロデビュー。2022-23シーズンはトップリーグで4試合に出場。2023-24シーズンはBチームで13ゴールを決め、2024年7月に正式にトップチーム登録が発表された。